# East River Pipe

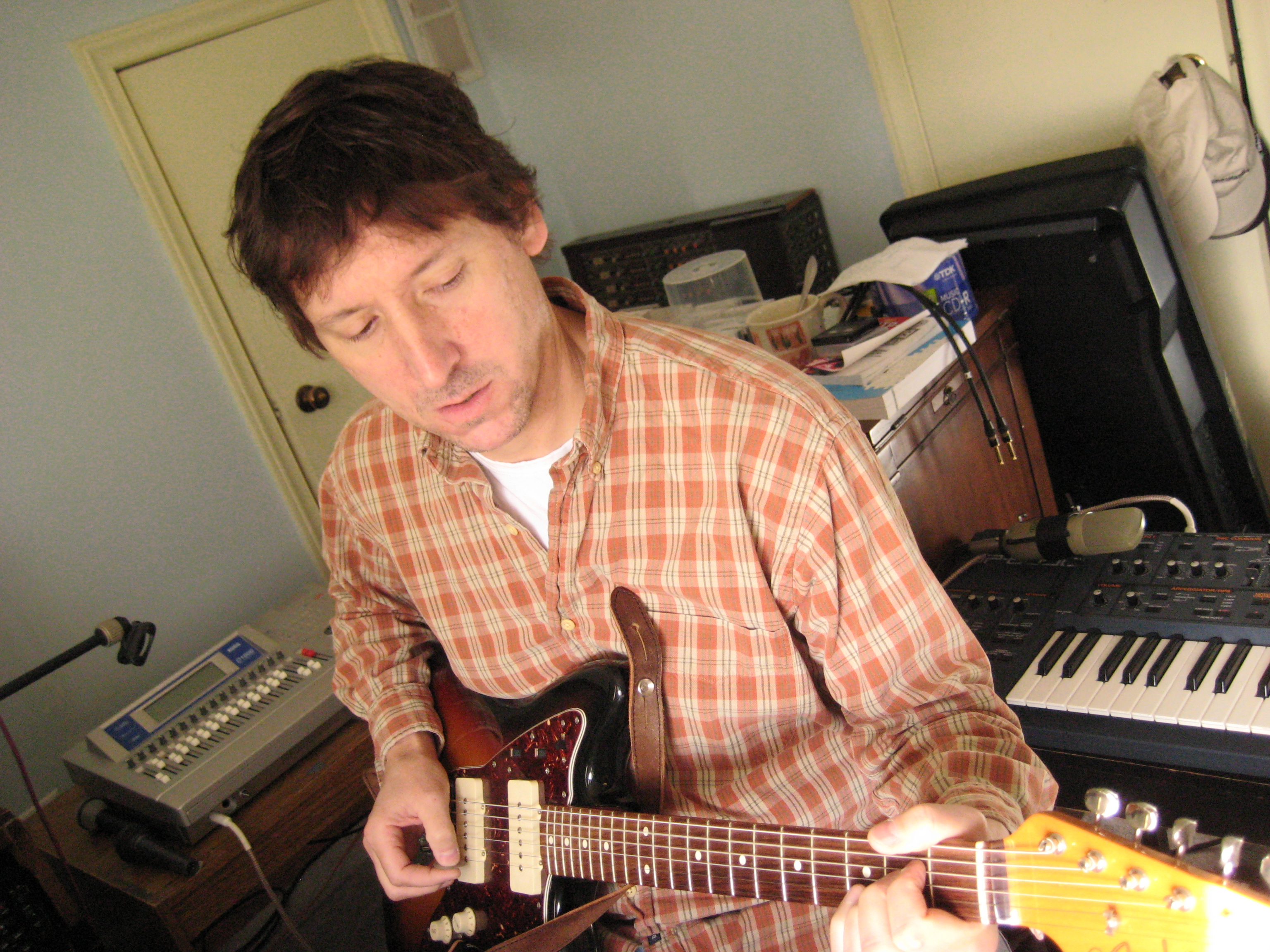
East River Pipe im heimischen Studio

Frederick „F.M.“ Cornog (* Norfolk (Virginia)) ist ein US-amerikanischer Liedermacher, Sänger und autodidaktischer Instrumentalist, der seine Stücke unter dem Künstlernamen East River Pipe in seinem Heimstudio aufnimmt. Die New York Times beschreibt Cornog als „den Brian Wilson des Heimstudios“.

## Leben
Cornog wurde in Norfolk/Virginia geboren und wuchs in Summit/New Jersey auf. Nach der Schule hatte er in einer Reihe von niederen Tätigkeiten gearbeitet, bevor er Alkoholismus, Drogenkonsum, psychischen Problemen und Obdachlosigkeit anheimfiel und schließlich im Bahnhof Hoboken in New York lebte.
In jener Zeit traf er Barbara Powers aus Astoria und brachte durch deren Unterstützung und Plattenlabel Hell Gate erste selbstaufgenommene Kassetten und 7"-Singles unter dem Namen East River Pipe, den er wählte, als er ein Abwasserrohr gesehen hatte, das ungefilterten Dreck in den East River ergoss, heraus. Diese ersten Veröffentlichungen zogen die Aufmerksamkeit des britischen Labels Sarah Records auf sich, das seine Lieder von 1993 bis 1996 verbreitete, was ihn zu einem der wenigen je von der Firma unter Vertrag genommenen US-amerikanischen Musiker machte.
In den Vereinigten Staaten brachte Cornog seine erste Platte, Shining Hours In A Can, beim Chicagoer Kleinlabel Ajax Records 1994 heraus. Ein Jahr darauf fand er ein längerfristigeres Engagement bei Merge Records aus Chapel Hill, einem Indielabel von Mac McCaughan und Laura Ballance. Merge veröffentlichte Poor Fricky (1995), Mel (1996), The Gasoline Age (1999), Shining Hours In A Can (2002; Neuauflage), Garbageheads On Endless Stun (2003), What Are You On? (2006) und We Live In Rented Rooms (2011).
East River Pipes Stücke wurden u. a. von David Byrne, Lambchop, The Mountain Goats, Okkervil River, The Pains of Being Pure at Heart, Hazeldine und For Against gecovert. Rolling Stone nannte Cornog „den Begabtesten der neuen Einzelgänger“.

## Diskografie

### Alben
- 1990 Point of Memory (Hell Gate, Musikkassette)[6]
- 1994 Poor Fricky (Sarah)
- 1994 Shining Hours in a Can (Ajax)
- 1996 Mel (Shinkansen)
- 1999 The Gasoline Age (Merge)
- 2003 Garbageheads on Endless Stun (Merge)
- 2006 What Are You On? (Merge)
- 2011 We Live in Rented Rooms (Merge)[7]

### EPs
- 1993 Goodbye California (Sarah)
- 1995 Even the Sun Was Afraid (Sarah)

### Singles
- 1991 Axl or Iggy/Helmet On (Hell Gate)
- 1992 My Life Is Wrong/She's a Real Good Time (Hell Gate)
- 1992 Make a Deal With the City/Psychic Whore (Hell Gate)
- 1993 Helmet On (Sarah)
- 1993 She's a Real Good Time (Sarah)
- 1993 Firing Room/Hey, Where's Your Girl (Hell Gate)
- 1994 Ah Dictaphone/Hide My Life Away from You (Hell Gate)
- 1995 Bring on the Loser (Merge)
- 1996 Miracleland (Shinkansen)
- 1996 Kill the Action (Merge)

### Filmmusik
- „Knockaround Guys“ (amerikanischer Spielfilm von Brian Koppelman); Make A Deal With The City[8]
- „Down To The Bone“ (amerikanischer Spielfilm von Debra Granik); Arrival Pad #19[9]
- „Lake City“ (amerikanischer Spielfilm von Hunter Hill und Perry Moore); Bring On The Loser[10]
- „Drinking the Kool-Aid“ (Folge der amerikanischen Fernsehserie Veronica Mars); Make A Deal With The City[11]
- „World of Jenks“ (amerikanische Dokuserie auf MTV); Three Ships